# Hospice
Hospice es el tercer álbum de estudio de la banda estadounidense alternativa The Antlers, y su primer álbum conceptual. Al principio fue autodistribuido por la propia banda, en marzo de 2009, y entonces fue remasterizado y relanzado por la discográfica Frenchkiss Records en agosto.
Hospice cuenta la historia de una relación emocional abusiva, explicada a través de la analogía de un trabajador de hospital y un paciente terminal. El líder de la banda, Peter Silberman, se ha mostrado reticente a divulgar detalles explícitos sobre el verdadero significado de la grabación, puesto que es autobiográfica.

## Recibimiento
El álbum ha cosechado muy buenas críticas. Pitchfork Media añadió su codiciado sello de "Best New Music" (mejor música nueva) en el relanzamiento de Hospice. A finales de año, la misma publicación lo añadió a la lista del Mejor Álbum de 2009 en el puesto 37, alegando su "poder para destruir emocionalmente a los oyentes". Los análisis de aficionados en páginas web como Rate Your Music o Amazon MP3 lo han colocado en la lista de los 10 mejores álbumes del 2009. El blog 20 Watts le dio una puntuación de 18/20 vatios y elogió "el realismo y la tristeza" del álbum, "fundamentada en unas letras abrasivas e interludios instrumentales muy expresivos". NPR Music lo ha colocado en la primera posición en su Top 10 del 2009. Onethirtybpm lo calificó como el mejor álbum del 2009. Rhapsody, el servicio de música en línea, lo situó en el puesto 24 en su lista de los mejores álbumes de 2009.

## Sencillos
El primer sencillo publicado fue "Bear", en abril de 2009, para promocionar el primer lanzamiento de Hospice. "Two" fue el primero publicado comercialmente a modo de descarga digital en junio de 2009. El videoclip de dicha canción es una combinación de técnicas fotográficas y de animación, bajo las órdenes del director Ethan Segal y Albert Thrower. En el Reino Unido, "Bear" fue lanzado en vinilo de 7 pulgadas el 16 de noviembre de 2009, con una versión remezclada compuesta por Darby Cicci en la cara B. Más tarde se ofreció bajo descarga digital, una versión exclusiva en directo de la canción "Sylvia" en The Orchand, Nueva York. "Sylvia" sería lanzado más tarde como sencillo el 22 de marzo de 2010. Su videoclip fue dirigido por Trey Hock, y premiado en la página web de IFC el 15 de abril del mismo año.

## Lista de canciones
| N.º | Título      | Duración |  |
| 1.  | «Prologue»  | 2:35     |  |
| 2.  | «Kettering» | 5:10     |  |
| 3.  | «Sylvia»    | 5:27     |  |
| 4.  | «Atrophy»   | 7:40     |  |
| 5.  | «Bear»      | 3:54     |  |
| 6.  | «Thirteen»  | 3:11     |  |
| 7.  | «Two»       | 5:56     |  |
| 8.  | «Shiva»     | 3:45     |  |
| 9.  | «Wake»      | 8:44     |  |
| 10. | «Epilogue»  | 5:25     |  |

## Detalles de Lanzamiento
| País           | Fecha                 | Sello discográfico    | Formato            | Número de catálogo |
| -------------- | --------------------- | --------------------- | ------------------ | ------------------ |
| Estados Unidos | 23 de marzo de 2009   | The Antlers           | CD                 | 7 26167-4620-2 3   |
| Estados Unidos | 18 de agosto de 2009  | Frenchkiss Records    | CD (remasterizado) | FKR041-2           |
| Estados Unidos | 18 de agosto de 2009  | LP                    | FKR041-1           |                    |
| Reino Unido    | 19 de octubre de 2009 | Frenchkiss-Studio !K7 | CD                 | FK041CD            |